# Scarth
Scarth is een Britse stripreeks, van Jo Adams (tekst) en de Catalaan Luis Roca (tekeningen). De stripreeks begon in 1969 in de krant The Sun. Tweehonderd jaar in onze toekomst beleeft de blonde Scarth avonturen in een wereld waar alles draait om de liefde bedrijven. Hierbij werd Scarth steeds naakt afgebeeld. Na drie jaar werd het erotische thema afgezwakt en ging de reeks verder onder de titel Scarth AD 2170.